# 320-та піхотна дивізія (Третій Рейх)
320-та піхотна дивізія (Третій Рейх) (нім. 320. Infanterie-Division) — піхотна дивізія Вермахту за часів Другої світової війни. Дивізія сформована наприкінці 1940 року, виконувала окупаційні функції у Франції та Бельгії. З січня 1943 року на Східному фронту, бої в Україні, Молдові; розгромлена в ході Яссько-Кишинівської операції.

## Історія
320-та піхотна дивізія розпочала процес формування 2 грудня 1940 року в Любеку в X-му військовому окрузі під час 13-ї хвилі мобілізації Вермахту. На укомплектування з'єднання надійшли окремі підрозділи 58-ї та 254-ї дивізій. Особовий склад з'єднання набирався за рахунок військовозобов'язаних північних регіонів Німеччини, міст Гамбурга, Любека, Вандсбека, Маленте, Ратцебурга, Ітцего, Кремпе, Мельна та Фленсбурга.
У травні 1941 року дивізію передислокували на північ Франції та підпорядкували XXXVII командуванню 15-ї армії групи армій «D». Основним завданням формування стали берегова оборона узбережжя поблизу Дюнкерка, патрулювання, окупаційні та адміністративні функції у визначеному районі, боротьба з французькими партизанами.
Наприкінці року її перекинули до Бельгії у район Тілт, Алст, Брюссель. Але, вже у січні 1942 року 320-ту дивізію знову перемістили на північ півострову Котантен до Нормандії на оборону французького узбережжя на цьому напрямку. Штаб-квартира дивізії розмістилась у Валоні. Тут з'єднання перебувала до кінця року, поки її наприкінці грудня транспортом не перекинули на Східний фронт на харківський напрямок.
З січня 1943 року дивізія вела оборонні бої в районі Старобільська, Білокуракине, стримуючи наступ радянських військ у ході Острогозько-Россошанської операції. Згодом 320-та дивізія билась у північній частині Луганської та Харківської областей, ведучи ар'єргардні бої за Нижню Дуванку, Тарасівку, Сватове, Містки, Кислівку.
З початком Червоною армією операції «Зірка» 320-та дивізія перебувала на правому крилі армійської групи Ланца, утримуючи оборонні позиції по річці Червоної. Активно відбивала спроби радянських військ прорвати оборону, а з початком німецького контрнаступу атакувала та вела бої в районі Мерефи, Чутове, Змієва, Валки.
Після завершення третьої битви за Харків дивізія займала оборонні рубежі на південному фланзі Курської дуги південніше Бєлгорода.
У липні-серпні 1943 року тримала у складі армійської групи «Кемпф» оборону на займаних рубежах, під ударами військ Воронезького та Степового фронтів в операції «Полководець Румянцев» відступила на захід до Харкова. У битві за Дніпро 320-та дивізія відступала до Кременчука, де німці влаштували міцну оборону ключового транспортного вузла та після захоплення Червоною Армією Харкова і Полтави, зосередили максимум сил, прагнучи утримати переправи і плацдарм, які забезпечували відведення їхніх військ за Дніпро. Підрозділи з'єднання утримували оборону поблизу Великої Андрусівки, Подорожнє, Стецівки.
У жовтні 1943 року з наступом радянських військ дивізія відходила, вела бої за Боровицу, Чигирин, Адамівку.
Взимку 1944 року подальшому вела бої за Кіровоград, відступала через Новомиргород, Малу Виску, Новоукраїнку, Лису Гору, Первомайськ.
Під тиском наступаючих військ Червоної армії 320-та піхотна дивізія 6-ї армії відступила до Молдови, де перейшла до оборони визначених рубежів на річці Дністер. Протягом весни-літа 1944 року вела бої проти радянських військ, що намагались прорватись до Румунії. Розгромлена в ході Яссько-Кишинівської операції у серпні 1944 року.

## Райони бойових дій
- Німеччина (грудень 1940 — травень 1941)
- Франція (травень 1941 — січень 1943)
- СРСР (південний напрямок), Румунія (січень 1943 — серпень 1944)

## Командування

### Командири
- Оберст Карл Мадергольц (нім. Karl Maderholz) (15 грудня 1940 — 2 грудня 1942)
- Генерал-майор Георг-Вільгельм Постель (нім. Georg-Wilhelm Postel) (2 грудня 1942 — 26 травня 1943)
- Генерал від інфантерії Курт Репке (нім. Kurt Röpke) (26 травня — 20 серпня 1943)
- Генерал-майор Георг-Вільгельм Постель (20 серпня 1943 — 10 липня 1944)
- Генерал-майор Отто Шелль (нім. Otto Schell) (10 липня — 2 вересня 1944)

### Підпорядкованість
| Час      | Корпус                 | Армія                   | Група армій (округ)            | Штаб         |
| -------- | ---------------------- | ----------------------- | ------------------------------ | ------------ |
| 1940     |                        |                         |                                |              |
| грудень  |                        |                         | X військовий округ             | Любек        |
| 1941     |                        |                         |                                |              |
| січень   |                        |                         | X військовий округ             | Любек        |
| травень  | XXXVII командування    | 15-та армія             | Група армій «D»                | Дюнкерк      |
| 1942     |                        |                         |                                |              |
| січень   | LX командування        | 15-та армія             | Група армій «D»                | Дюнкерк      |
| лютий    | LXXXIV ак              | 7-ма армія              | Група армій «D»                | Котантен     |
| 1943     |                        |                         |                                |              |
| січень   |                        |                         | Група армій «D»                | Франція      |
| лютий    | Армійська група «Ланц» |                         | Група армій «B»                | Ізюм         |
| березень | Корпус Рауса           | Армійська група «Кемпф» | Група армій «Південь»          | Харків       |
| червень  | XI ак                  | Армійська група «Кемпф» | Група армій «Південь»          | Бєлгород     |
| вересень | XI ак                  | 8-ма армія              | Група армій «Південь»          | Харків       |
| жовтень  | XXXXVII тк             | 8-ма армія              | Група армій «Південь»          | Кременчук    |
| 1944     |                        |                         |                                |              |
| січень   | XXXXVII тк             | 8-ма армія              | Група армій «Південь»          | Кіровоград   |
| березень | LII ак                 | 6-та армія              | Група армій «Південь»          | Карманове    |
| травень  | XXXX тк                | 6-та армія              | Група армій «Південна Україна» | Кобуска-Веке |
| червень  | LII ак                 | 6-та армія              | Група армій «Південна Україна» | Кишинів      |
| серпень  |                        |                         |                                | Кишинів      |

### Склад
| 1940                                   | 1943                                  |
| -------------------------------------- | ------------------------------------- |
| 585-й піхотний полк                    | 585-й гренадерський полк              |
| 586-й піхотний полк                    | 586-й гренадерський полк              |
| 587-й піхотний полк                    | 587-й гренадерський полк              |
| 320-й артилерійський полк              |                                       |
| 320-й інженерний батальйон             |                                       |
| 320-й протитанковий дивізіон           |                                       |
| —                                      | 320-й дивізійний фузілерний батальйон |
| 320-й дивізійний батальйон зв'язку     |                                       |
| 320-те дивізійне управління постачання |                                       |
| —                                      | 320-й запасний батальйон              |

## Нагороджені дивізії
Нагороджені дивізії
|  | Кавалери Золотого Німецького Хреста                                                                        | 19 |
|  | Кавалери Лицарського хреста Залізного хреста з Дубовим листям та Мечами                                    | 1 (№ 57 генерал-майор Георг-Вільгельм Постель — 26.03.1944)                                              |
|  | Кавалери Лицарського хреста Залізного хреста з Дубовим листям                                              | 2 (№ 215 генерал-майор Георг-Вільгельм Постель — 28.03.1943 № 314 оберст Ернст-Генріх Фосс — 28.10.1943) |
|  | Кавалери Лицарського хреста Залізного хреста                                                               | 17 |
|  | Кавалери Почесної відзнаки Сухопутних військ «Почесна застібка на орденську стрічку для Сухопутних військ» | 14 |

- Нагороджені Сертифікатом Пошани Головнокомандувача Сухопутних військ за збитий літак противника (3)